# Marquesado de Casa Cagigal
El Marquesado de Casa Cagigal, es un título nobiliario napolitano concedido el 1 de mayo de 1747 por el rey Carlos VII de Nápoles y V de Sicilia, a favor de Fernando Cagigal de la Vega por sus méritos al sostenimiento del rey en el trono de las Dos Sicilias. 
Se permitió su uso en el Reino de España desde su creación, siendo rey Fernando VI. Durante el reinado de Fernando VII se denegó la sucesión y uso al último marqués José Cagigal de la Vega Mac Swing, por considerarlo un título extranjero.

## Marqueses de Casa Cagigal
|                                                   | Titular                                           | Periodo                                           |
| Creación por Carlos VII de Nápoles y V de Sicilia | Creación por Carlos VII de Nápoles y V de Sicilia | Creación por Carlos VII de Nápoles y V de Sicilia |
| ------------------------------------------------- | ------------------------------------------------- | ------------------------------------------------- |
| I                                                 | Fernando Cagigal de la Vega                       | 1747-                                             |
| II                                                | Fernando Alberto Cagigal de la Vega               |                                                   |
| III                                               | Felipe Cagigal Niño                               |                                                   |
| IV                                                | Fernando Cagigal Mac Swing                        | -1824                                             |
| V                                                 | José Cagigal Mac Swing                            |                                                   |

## Historia de los marqueses de Casa Cagigal
- Fernando Cagigal de la Vega, (b. 1680), I marqués de Casa Cagigal. Hermano de Francisco Cagigal de la Vega.

1. Casó con Isabel Margarita Garcia.
2. Caso con Lucía Francisca Niño en 1714

Le sucedió su hijo;
- Fernando Alberto Cagigal, II marqués de Casa Cagigal. Sin sucesión

Le sucedió su hermano:
- Felipe Cagigal niño, III marqués de Casa Cagigal.

1. Caso con Theresa Mac Swing.

Le sucedió su hijo:
- Fernando Cagigal Mac Swing,  IV marqués de Casa Cagigal[2]

1. Casó con Bárbara Kindelan.

Le sucedió su hermano:
- José Cagigal Mac Swing, V marqués de Casa Cagigal.

1. Caso con Catalina Suero Pinilla

## Rehabilitaciones
Desde el fallecimiento de José Cagigal Mac Swing han sido varios los intentos por rehabilitar este título nobiliario. En el año 1920, Luis Montiel Balanzat, descendiente del III marqués lo intentó denegándose la posibilidad por ser considerado un título extranjero y esgrimiendo no ser el primer descendiente con derecho. 
En la década de 1980 y 1990 se presentaron diversas solicitudes para optar a la sucesión del ducado, entre ellos los herederos de los marqueses de Heredia, de Valbuena de Duero y de San Fernando, siendo todas ellas desestimadas.